# OAR Coruña 1952
El OAR Coruña 1952, también conocido como OAR Coruña es un club de balonmano gallego con sede en la ciudad de La Coruña. El club fue fundado en 1952 y en la actualidad juega en la División de Honor Plata.

## Historia
El club fue fundado en 1952, en el seno de la Agrupación de Acción Católica, ubicada en la Ciudad Vieja de La Coruña. El domicilio y el local social se situaban en la calle Amargura de la Ciudad Vieja, hasta que dicho local fue ocupado por la parroquia del barrio.
En sus inicios el OAR Coruña fue un club polideportivo, con secciones de baloncesto, balonmano y fútbol. La sección de balonmano practicaba la modalidad a once, jugando sus encuentros como local en el relleno de la Marina. Los primeros años del club participó en competiciones de carácter provincial hasta dar el salto a la categoría nacional en 1976, alcanzando la Primera División.